# Offset mortgage
Eine Offset Mortgage (Offset ist das englisch Wort für Aufrechnung oder Verrechnung, Mortgage bedeutet übersetzt Hypothekarkredit) ist eine Form von Hypothekendarlehen, die im Vereinigten Königreich für die Finanzierung inländischer Immobilien, aber auch von Konsumausgaben verwendet wird. Im Gegensatz zu den in Deutschland üblichen Finanzierungsformen, ist eine zwingende Tilgung bei dieser Form der Finanzierung nicht vorgesehen.

## Merkmale und Beispiele
Das Hauptmerkmal eines derartigen Darlehens ist die Fähigkeit, die Kreditzinsen zu reduzieren, indem Guthaben- gegen die Hypothekenschulden aufgerechnet werden. Beträgt die Hypothekenschuld zum Beispiel 200.000 GBP und das Guthaben 50.000 GBP, werden Zinsen nur auf den Nettobetrag von 150.000 GBP berechnet.
Sinnvoll ist dies in verschiedenen Situationen:
- bei Selbstständigen schwankt der Liquiditätsbedarf stark. Bei einem Offset Mortgage reduziert sich die Zinslast auf die Baufinanzierung automatisch, wenn hohe Liquidität zur Verfügung steht. Wird die Liquidität benötigt, zahlt der nur die niedrigen Hypothekenzinsen statt hoher Zinsen auf einem Kontokorrentkonto
- Personen mit schwankendem Einkommen sind nicht verpflichtet, feste Tilgungsbeträge zu leisten und haben sogar die Möglichkeit, die Inanspruchnahme auszuweiten
- Steuerlich ist diese Form der Finanzierung im Vereinigten Königreich gefördert, da die sonst fällige Kapitalertragsteuer auf die Guthabenzinsen entfällt.

Offset Hypothek werden aber auch zur Erweiterung der Konsummöglichkeiten analog einem Dispositionskredit oder Ratenkredit in Deutschland eingesetzt.
Kreditgeber schreiben in der Regel eine Kreditgrenze zu Beginn der Hypothek vor und ermöglichen dem Kreditnehmer eine Kreditaufnahme und Überziehung in dieser Höhe. Diese Grenze kann in regelmäßigen Abständen an den Wert der Immobilie angeglichen werden. Der Darlehensgeber kann Einschränkungen betreffend der Grenze gegen Ende der Zinsbindungsfrist treffen, um die Kapitalrückzahlung zu gewährleisten. Viele Kreditgeber erlauben dagegen die volle Inanspruchnahme bis zum Enddatum der Hypothek, wenn das Darlehen zurückgezahlt werden muss. Dies kann zu großen Probleme für undisziplinierte Kreditnehmer und Kreditnehmer, die sich dem Renteneintrittsalter nähern, führen.
Einige Kreditgeber nutzen ein einziges Konto für alle Transaktionen an, dem sogenannten „current account“, zu deutsch Girokontohypothek oder „CAM“. Andere Kreditgeber verwenden zu diesem Zweck mehrere Konten. Als Mindestanforderung gibt es ein Hypothekenkonto und ein Depotkonto. Oft erlauben die Kreditgeber mehrere Konten für Guthaben und manchmal Sollsalden. Diese verschiedenen Konten ermöglichen den Kreditnehmern, ihr Geld nach Zweck aufzuteilen während alle Konten jeden Tag gegen die Hypothekenschulden aufgerechnet werden.
Offset mortgage sind mit einem variablen Zinssatz ausgestattet.
Vergleichbare Offset Mortgage werden, mit Modifikationen gegenüber dem britischen Modell, in den Vereinigten Staaten eingeführt.

## Offset Hypothek und Hausverkauf
Eine Offset Hypothek kann auch eine Rolle beim Verkauf eines Hauses spielen. Wenn ein Hausbesitzer eine Offset Hypothek hat und sein Haus verkaufen möchte, gibt es mehrere Möglichkeiten, wie die Hypothek behandelt werden kann.
Eine Option besteht darin, die Offset Hypothek auf das neue Haus des Hausbesitzers zu übertragen. In diesem Fall wird das Guthaben auf dem Sparkonto oder dem anderen Konto des Hausbesitzers, das zur Deckung der Hypothek verwendet wurde, auf die Hypothek des neuen Hauses angerechnet.
Eine andere Option besteht darin, die Offset Hypothek vor dem Verkauf des Hauses vollständig zu tilgen. Dadurch kann der Hausbesitzer die vollständige Kontrolle über den Verkaufserlös des Hauses erlangen und muss keine Hypothekenzahlungen mehr leisten.
Es ist auch möglich, die Hypothek an den Käufer des Hauses zu übertragen. In diesem Fall muss der Käufer jedoch die Kreditwürdigkeitsprüfung bestehen und die Zustimmung des Hypothekenanbieters einholen. Es ist wichtig, dass Hausbesitzer, die eine Offset Hypothek haben und ihr Haus verkaufen möchten, sich mit ihrem Hypothekenanbieter in Verbindung setzen, um ihre Optionen zu besprechen und sicherzustellen, dass sie die beste Entscheidung für ihre individuelle Situation treffen.